# Diario de Reus
El Diario de Reus fue un periódico español publicado en Reus entre 1859 y 1938. Consagrado en su momento como uno de los periódicos más antiguos de Cataluña, desapareció tras el inicio de la Guerra civil.

## Historia
Fundado en 1859, con anterioridad ya había existido una cabecera homónima que se había editado durante una primera época, entre 1844 y 1845. A pesar de que se consolidó como uno de los periódicos más antiguos de Cataluña, mantuvo una situación financiera precaria y una línea editorial ambigua. Editado durante la mayor parte de su existencia en español, a partir de 1930-1932 pasó a editarse íntegramente en catalán y cambió su nombre a Diari de Reus.
La publicación quedó bajo la dirección editorial de la Lliga Regionalista entre 1930 y 1935, y posteriormente de la CEDA, entre 1935 y 1936. Tras el estallido de la Guerra civil el diario quedaría bajo el control de un comité antifascista.
Continuaría editándose hasta 1938.